# Olympische Sommerspiele 1960/Leichtathletik – 200 m (Männer)

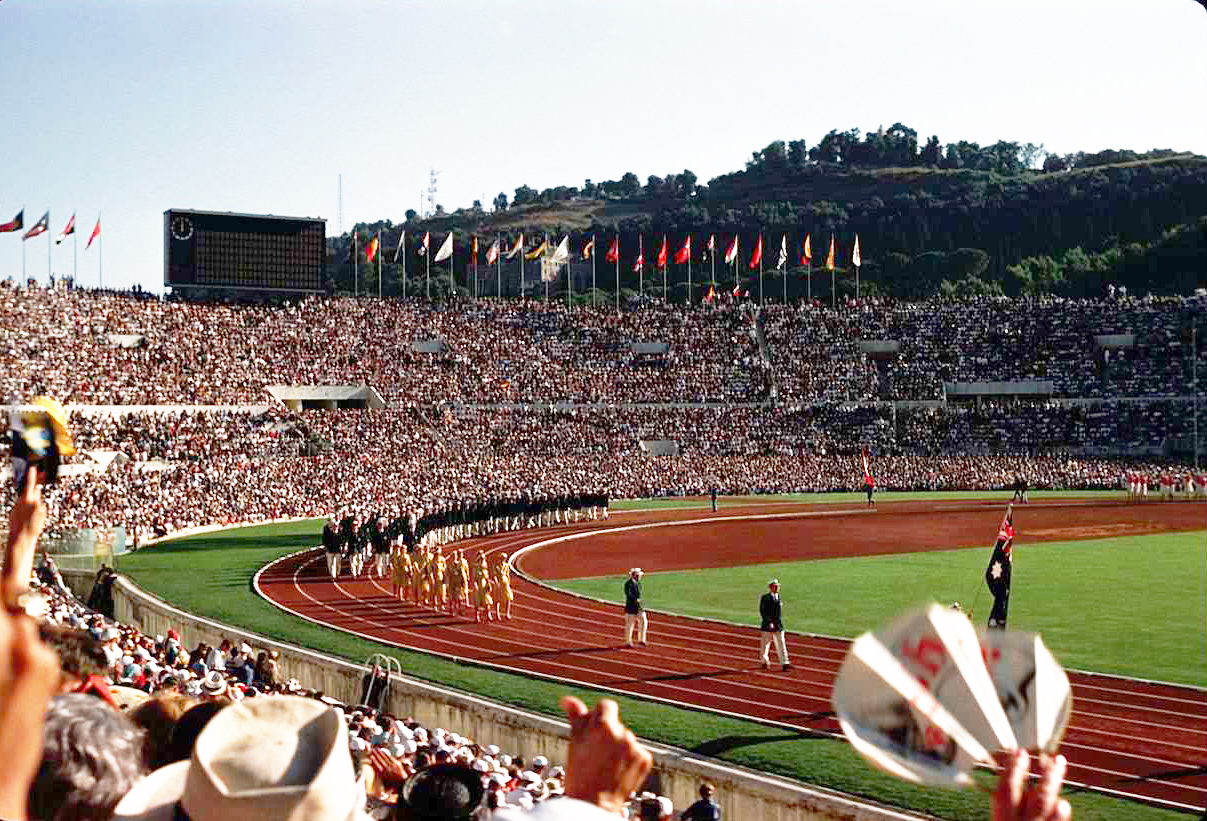
Das Olympiastadion während der Eröffnungsfeier

Der 200-Meter-Lauf der Männer bei den Olympischen Spielen 1960 in Rom wurde am 2. und 3. September 1960 im Stadio Olimpico ausgetragen. 62 Athleten nahmen teil.
Olympiasieger wurde der Italiener Livio Berruti. Er gewann vor dem US-Amerikaner Lester Carney und dem Franzosen Abdoulaye Seye.
Deutschland wurde vertreten durch Marcel Wendelin und Manfred Germar. Germar schied in seinem Vorlauf verletzungs- und krankheitsbedingt aus, Wendelin konnte sich für das Viertelfinale qualifizieren, scheiterte jedoch dort. Für die Schweiz traten Sebald Schnellmann und Peter Laeng an. Auch Laeng schied schon im Vorlauf aus, Schnellmann im Viertelfinale. Aus Österreich lief Elmar Kunauer, auch er schied in der Vorrunde aus.

## Rekorde

### Bestehende Rekorde
| Weltrekord         | 20,5 s | Peter Radford ( Großbritannien) | Wolverhampton, Großbritannien | 28. Mai 1960 – über 220 Yards = 201,168 m |
| Weltrekord         | 20,5 s | Stone Johnson ( USA)            | Palo Alto, USA                | 2. Juli 1960                              |
| Weltrekord         | 20,5 s | Ray Norton ( USA)               | Palo Alto, USA                | 2. Juli 1960                              |
| Olympischer Rekord | 20,6 s | Bobby Morrow ( USA)             | Melbourne                     | 27. November 1956                         |

### Rekordverbesserungen / -egalisierungen
Der bestehende olympische Rekord wurde einmal verbessert und einmal egalisiert. Mit diesen Zeiten wurde gleichzeitig der bestehende Weltrekord zweimal egalisiert:
- 20,5 s WRe/OR – Livio Berruti (Italien), zweites Halbfinale am 3. September
- 20,5 s WRe/ORe – Livio Berruti (Italien), Finale am 3. September

## Durchführung des Wettbewerbs
62 Sprinter traten am 2. September zu zwölf Vorläufen an. Aus jedem Vorlauf erreichten die jeweils zwei Laufbesten – hellblau unterlegt – das Viertelfinale am selben Tag. Zusätzlich kamen auch die in der Gesamtaddition folgenden drei Zeitschnellsten – hellgrün unterlegt – eine Runde weiter. Im Viertel- wie auch im Halbfinale qualifizierten sich die jeweils besten drei Athleten pro Lauf – wiederum hellblau unterlegt – für das Halbfinale bzw. Finale am 3. September.

## Zeitplan
2. September, 09:00 Uhr: Vorläufe

2. September, 15:20 Uhr: Viertelfinale

3. September, 15:45 Uhr: Halbfinale

3. September, 18:00 Uhr: Finale

## Vorläufe
Datum: 2. September 1960, ab 9:00 Uhr

### Vorlauf 1
| Platz | Name               | Nation      | Offizielle Zeit handgestoppt | Inoffizielle Zeit elektronisch |
| ----- | ------------------ | ----------- | ---------------------------- | ------------------------------ |
| 1     | Paul Genevay       | Frankreich  | 21,2 s                       | 21,33 s                        |
| 2     | Wadym Archyptschuk | Sowjetunion | 21,5s                        | 21,67 s                        |
| 3     | James Omagbemi     | Nigeria     | 26,2 s                       | 26,40 s                        |
| DNS   | Enrique Figuerola  | Kuba        |                              |                                |
| DNS   | Abebe Hailou       | Äthiopien   |                              |                                |
| DNS   | Iftikhar Shah      | Pakistan    |                              |                                |

### Vorlauf 2
| Platz | Name                  | Nation         | Offizielle Zeit handgestoppt | Inoffizielle Zeit elektronisch |
| ----- | --------------------- | -------------- | ---------------------------- | ------------------------------ |
| 1     | Lester Carney         | USA            | 21,1 s                       | 21,31 s                        |
| 2     | David Segal           | Großbritannien | 21,3 s                       | 21,48 s                        |
| 3     | Peter Laeng           | Schweiz        | 21,6 s                       | 21,75 s                        |
| 4     | Shahrudin Mohamed Ali | Malaya         | 22,3 s                       | 22,40 s                        |
| DNS   | Armin Hary            | Deutschland    |                              |                                |
| DNS   | Hilmar Þorbjörnsson   | Island         |                              |                                |

### Vorlauf 3

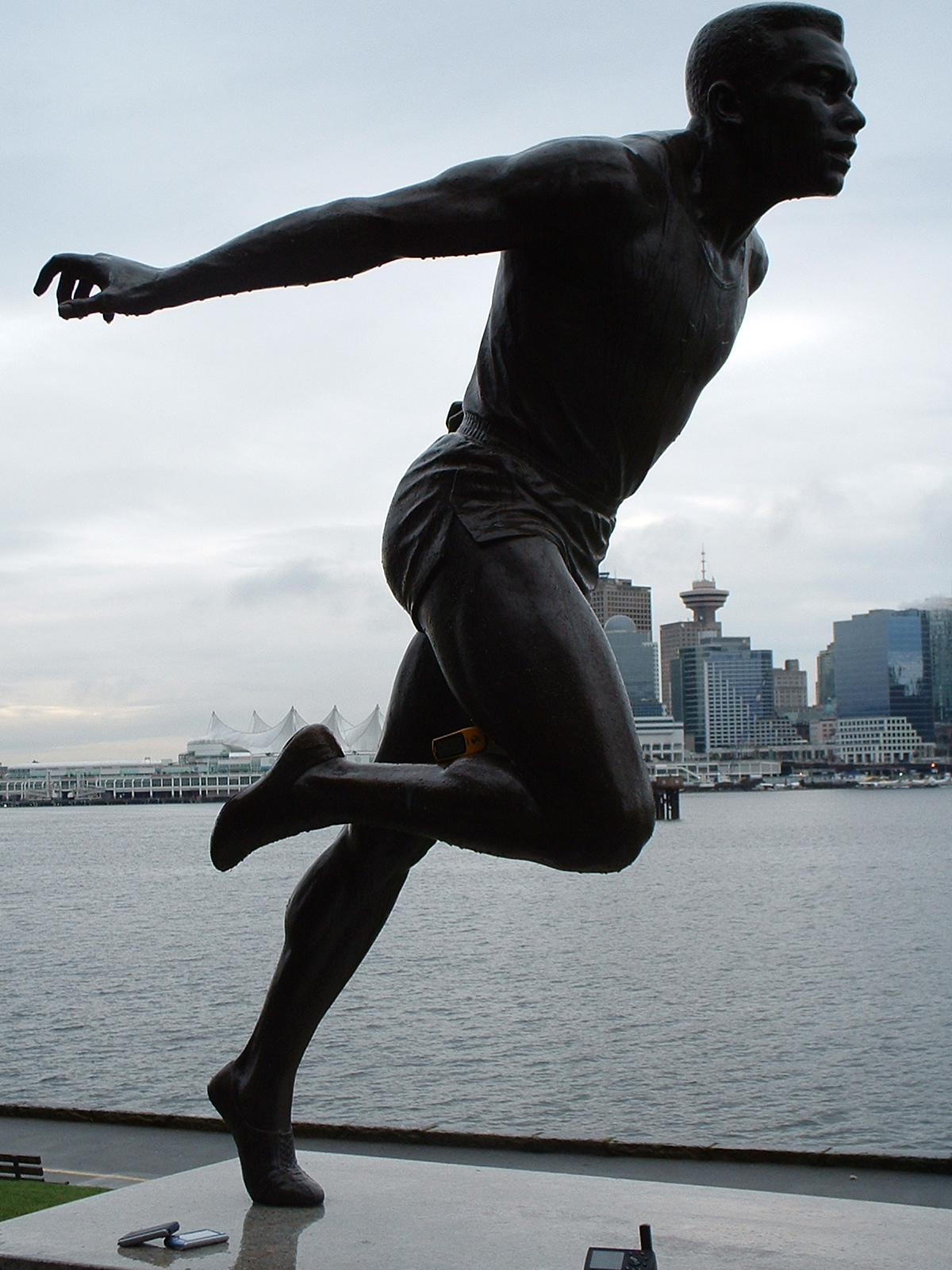
Harry Jerome (als Statue im Stanley Park, Vancouver) – im dritten Vorlauf verletzungsbedingt nicht angetreten

| Platz | Name                  | Nation           | Offizielle Zeit handgestoppt | Inoffizielle Zeit elektronisch |
| ----- | --------------------- | ---------------- | ---------------------------- | ------------------------------ |
| 1     | Stone Johnson         | USA              | 21,7 s                       | 21,81 s                        |
| 2     | Nikolaos Georgopoulos | Griechenland     | 22,0 s                       | 22,18 s                        |
| 3     | Clayton Glasgow       | Britisch-Guayana | 22,6 s                       | 22,75 s                        |
| 4     | James Roberts         | Liberia          | 23,1 s                       | 23,22 s                        |
| DNS   | Harry Jerome          | Kanada           |                              |                                |
| DNS   | Suthi Manyakass       | Thailand         |                              |                                |

### Vorlauf 4
| Platz | Name             | Nation      | Offizielle Zeit handgestoppt | Inoffizielle Zeit elektronisch |
| ----- | ---------------- | ----------- | ---------------------------- | ------------------------------ |
| 1     | Marcel Wendelin  | Deutschland | 21,6 s                       | 21,71 s                        |
| 2     | Leonid Bartenew  | Sowjetunion | 21,8 s                       | 21,89 s                        |
| 3     | Michael Okantey  | Ghana       | 21,8 s                       | 21,91 s                        |
| 4     | Santiago Plaza   | Mexiko      | 22,0 s                       | 22,17 s                        |
| 5     | Huang Suh-chuang | Taiwan      | 22,9 s                       | 23,08 s                        |
| 6     | Abdul Khaliq     | Pakistan    | 23,1 s                       | 23,24 s                        |

### Vorlauf 5
| Platz | Name                | Nation         | Offizielle Zeit handgestoppt | Inoffizielle Zeit elektronisch |
| ----- | ------------------- | -------------- | ---------------------------- | ------------------------------ |
| 1     | Peter Radford       | Großbritannien | 21,1 s                       | 21,25 s                        |
| 2     | Erasmus Amukun      | Uganda         | 21,3 s                       | 21,38 s                        |
| 3     | Csaba Csutorás      | Ungarn         | 21,7 s                       | 21,90 s                        |
| 4     | Sitiveni Moceidreke | Fidschi        | 21,8 s                       | 21,97 s                        |
| 5     | Elmar Kunauer       | Österreich     | 22,2 s                       | 22,34 s                        |
| DNS   | Emmanuel Putu       | Liberia        |                              |                                |

### Vorlauf 6
| Platz | Name           | Nation           | Offizielle Zeit handgestoppt | Inoffizielle Zeit elektronisch |
| ----- | -------------- | ---------------- | ---------------------------- | ------------------------------ |
| 1     | Ray Norton     | USA              | 21,2 s                       | 21,27 s                        |
| 2     | David Jones    | Großbritannien   | 21,2 s                       | 21,29 s                        |
| 3     | Juri Konowalow | Sowjetunion      | 21,4 s                       | 21,50 s                        |
| 4     | Ramón Vega     | Puerto Rico      | 21,8 s                       | 21,94 s                        |
| 5     | Patrick Lowry  | Irland           | 22,1 s                       | 22,30 s                        |
| DNF   | Vilém Mandlík  | Tschechoslowakei |                              |                                |

### Vorlauf 7
| Platz | Name               | Nation    | Offizielle Zeit handgestoppt | Inoffizielle Zeit elektronisch |
| ----- | ------------------ | --------- | ---------------------------- | ------------------------------ |
| 1     | Livio Berruti      | Italien   | 21,0 s                       | 21,14 s                        |
| 2     | Tom Robinson       | Bahamas   | 21,4 s                       | 21,56 s                        |
| 3     | Lloyd Murad        | Venezuela | 21,8 s                       | 21,86 s                        |
| 4     | Pentti Rekola      | Finnland  | 22,2 s                       | 22,27 s                        |
| 5     | Bouchaib El-Maachi | Marokko   | 22,3 s                       | 22,34 s                        |

### Vorlauf 8
| Platz | Name                     | Nation                  | Offizielle Zeit handgestoppt | Inoffizielle Zeit elektronisch |
| ----- | ------------------------ | ----------------------- | ---------------------------- | ------------------------------ |
| 1     | Dennis Johnson           | Westindische Föderation | 21,2 s                       | 21,36 s                        |
| 2     | José Telles da Conceição | Brasilien               | 21,3 s                       | 21,48 s                        |
| 3     | Sebald Schnellmann       | Schweiz                 | 21,4 s                       | 21,59 s                        |
| 4     | Jean-Pierre Barra        | Belgien                 | 22,3 s                       | 22,43 s                        |
| 5     | Enrique Bautista         | Philippinen             | 23,0 s                       | 23,16 s                        |
| 6     | Ali Zaid                 | Afghanistan             | 23,1 s                       | 23,22 s                        |

### Vorlauf 9
| Platz | Name               | Nation                  | Offizielle Zeit handgestoppt | Inoffizielle Zeit elektronisch |
| ----- | ------------------ | ----------------------- | ---------------------------- | ------------------------------ |
| 1     | Abdoulaye Seye     | Frankreich              | 21,1 s                       | 21,21 s                        |
| 2     | Carl Fredrik Bunæs | Norwegen                | 21,3 s                       | 21,46 s                        |
| 3     | Clifton Bertrand   | Westindische Föderation | 21,3 s                       | 21,51 s                        |
| 4     | Amos Grodzinowsky  | Israel                  | 21,8 s                       | 21,99 s                        |
| 5     | Barry Robinson     | Neuseeland              | 22,2 s                       | 22,35 s                        |
| 6     | Lennart Jonsson    | Schweden                | 22,3 s                       | 22,41 s                        |

### Vorlauf 10
| Platz | Name                | Nation     | Offizielle Zeit handgestoppt | Inoffizielle Zeit elektronisch |
| ----- | ------------------- | ---------- | ---------------------------- | ------------------------------ |
| 1     | Marian Foik         | Polen      | 21,1 s                       | 21,28 s                        |
| 2     | Jocelyn Delecour    | Frankreich | 21,3 s                       | 21,48 s                        |
| 3     | Armando Sardi       | Italien    | 21,6 s                       | 21,81 s                        |
| 4     | Lynn Eves           | Kanada     | 21,9 s                       | 22,02 s                        |
| 5     | Michail Batschwarow | Bulgarien  | 22,32 s                      | 22,36 s                        |
| 6     | Roger Bofferding    | Luxemburg  | 23,2 s                       | 23,36 s                        |

### Vorlauf 11

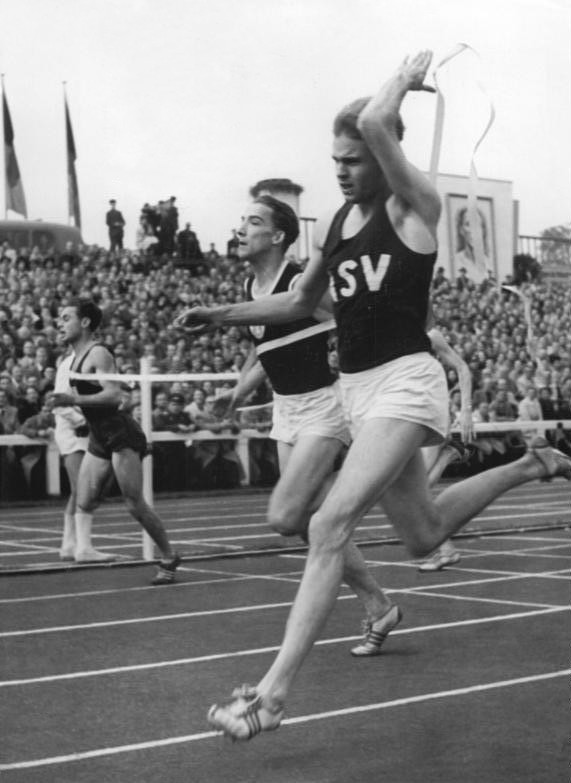
Manfred Germar (vorne) – krankheits- und verletzungsbedingt ausgeschieden als Dritter des elften Vorlaufs
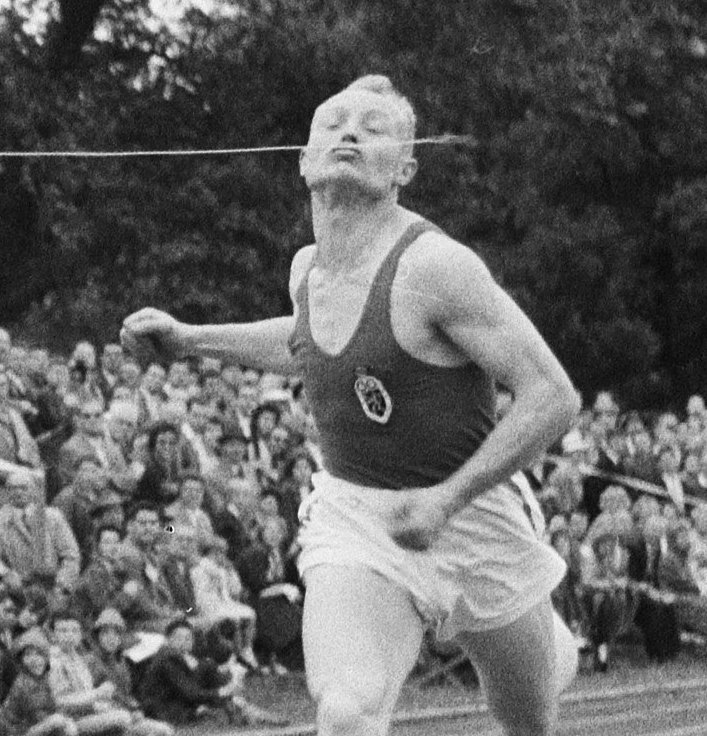
Romain Poté – ausgeschieden als Vierter des elften Vorlaufs

| Platz | Name            | Nation      | Offizielle Zeit handgestoppt | Inoffizielle Zeit elektronisch |
| ----- | --------------- | ----------- | ---------------------------- | ------------------------------ |
| 1     | Seraphino Antao | Kenia       | 21,3 s                       | 21,44 s                        |
| 2     | Rafael Romero   | Venezuela   | 21,4 s                       | 21,60 s                        |
| 3     | Manfred Germar  | Deutschland | 21,6 s                       | 21,76 s                        |
| 4     | Romain Poté     | Belgien     | 22,1 s                       | 22,27 s                        |
| 5     | Melanio Asensio | Spanien     | 22,3 s                       | 22,45 s                        |
| 6     | Aydın Onur      | Türkei      | 22,5 s                       | 22,61 s                        |

### Vorlauf 12
| Platz | Name               | Nation                | Offizielle Zeit handgestoppt | Inoffizielle Zeit elektronisch |
| ----- | ------------------ | --------------------- | ---------------------------- | ------------------------------ |
| 1     | Edward Jefferys    | Südafrikanische Union | 21,1 s                       | 21,18 s                        |
| 2     | Salvatore Giannone | Italien               | 21,5 s                       | 21,61 s                        |
| 3     | Kimitada Hayase    | Japan                 | 22,3 s                       | 22,44 s                        |
| 4     | Fahmi Falih        | Irak                  | 22,6 s                       | 22,77 s                        |
| 5     | Dennis Tipping     | Australien            | 22,9 s                       | 23,09 s                        |

## Viertelfinale
Datum: 2. September 1960, ab 15:20 Uhr

### Lauf 1
| Platz | Name             | Nation                  | Offizielle Zeit handgestoppt | Inoffizielle Zeit elektronisch |
| ----- | ---------------- | ----------------------- | ---------------------------- | ------------------------------ |
| 1     | Stone Johnson    | USA                     | 20,9 s                       | 21,08 s                        |
| 2     | Edward Jefferys  | Südafrikanische Union   | 21,1 s                       | 21,22 s                        |
| 3     | Tom Robinson     | Bahamas                 | 21,2 s                       | 21,32 s                        |
| 4     | Erasmus Amukun   | Uganda                  | 21,3 s                       | 21,47 s                        |
| 5     | Juri Konowalow   | Sowjetunion             | 21,3 s                       | 21,52 s                        |
| 6     | Clifton Bertrand | Westindische Föderation | 21,4 s                       | 21,57 s                        |
| 7     | Rafael Romero    | Venezuela               | 21,4 s                       | 21,58 s                        |

### Lauf 2
| Platz | Name                     | Nation         | Offizielle Zeit handgestoppt | Inoffizielle Zeit elektronisch |
| ----- | ------------------------ | -------------- | ---------------------------- | ------------------------------ |
| 1     | Abdoulaye Seye           | Frankreich     | 20,8 s                       | 20,95 s                        |
| 2     | Ray Norton               | USA            | 21,0 s                       | 21,14 s                        |
| 3     | David Segal              | Großbritannien | 21,1 s                       | 21,21 s                        |
| 4     | Seraphino Antao          | Kenia          | 21,3 s                       | 21,43 s                        |
| 5     | Wadym Archyptschuk       | Sowjetunion    | 21,5 s                       | 21,58 s                        |
| 6     | José Telles da Conceição | Brasilien      | 21,5 s                       | 21,63 s                        |
| 7     | Nikolaos Georgopoulos    | Griechenland   | 22,0 s                       | 22,15 s                        |

### Lauf 3

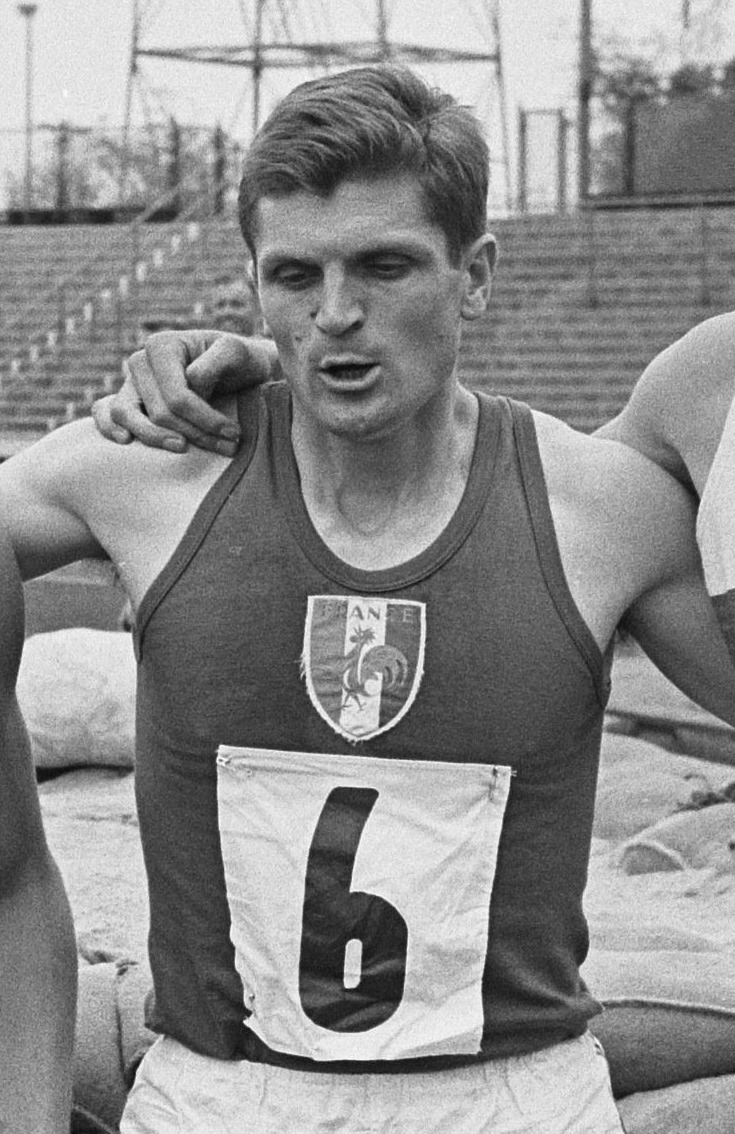
Jocelyn Delecour – ausgeschieden als Vierter des dritten Viertelfinals

| Platz | Name               | Nation                  | Offizielle Zeit handgestoppt | Inoffizielle Zeit elektronisch |
| ----- | ------------------ | ----------------------- | ---------------------------- | ------------------------------ |
| 1     | Lester Carney      | USA                     | 20,9 s                       | 21,06 s                        |
| 2     | Peter Radford      | Großbritannien          | 21,0 s                       | 21,12 s                        |
| 3     | Dennis Johnson     | Westindische Föderation | 21,1 s                       | 21,25 s                        |
| 4     | Jocelyn Delecour   | Frankreich              | 21,5 s                       | 21,64 s                        |
| 5     | Leonid Bartenew    | Sowjetunion             | 21,5 s                       | 21,65 s                        |
| 6     | Sebald Schnellmann | Schweiz                 | 21,5 s                       | 21,66 s                        |
| 7     | Salvatore Giannone | Italien                 | 21,8 s                       | 21,95 s                        |

### Lauf 4
| Platz | Name               | Nation         | Offizielle Zeit handgestoppt | Inoffizielle Zeit elektronisch |
| ----- | ------------------ | -------------- | ---------------------------- | ------------------------------ |
| 1     | Livio Berruti      | Italien        | 20,8 s                       | 20,91 s                        |
| 2     | Marian Foik        | Polen          | 20,9 s                       | 21,02 s                        |
| 3     | Paul Genevay       | Frankreich     | 21,1 s                       | 21,26 s                        |
| 4     | David Jones        | Großbritannien | 21,2 s                       | 21,33 s                        |
| 5     | Carl Fredrik Bunæs | Norwegen       | 21,4 s                       | 21,50 s                        |
| 6     | Marcel Wendelin    | Deutschland    | 21,6 s                       | 21,71 s                        |

## Halbfinale
Datum: 3. September 1960, ab 15:45 Uhr

### Lauf 1
| Platz | Name            | Nation                | Offizielle Zeit handgestoppt | Inoffizielle Zeit elektronisch |
| ----- | --------------- | --------------------- | ---------------------------- | ------------------------------ |
| 1     | Abdoulaye Seye  | Frankreich            | 20,8 s                       | 21,00 s                        |
| 2     | Marian Foik     | Polen                 | 21,0 s                       | 21,15 s                        |
| 3     | Lester Carney   | USA                   | 21,1 s                       | 21,24 s                        |
| 4     | Edward Jefferys | Südafrikanische Union | 21,3 s                       | 21,46 s                        |
| 5     | Tom Robinson    | Bahamas               | 21,5 s                       | 21,67 s                        |
| DSQ   | David Segal     | Großbritannien        | zwei Fehlstarts              | zwei Fehlstarts                |

### Lauf 2
| Platz | Name           | Nation                  | Offizielle Zeit handgestoppt | Inoffizielle Zeit elektronisch |
| ----- | -------------- | ----------------------- | ---------------------------- | ------------------------------ |
| 1     | Livio Berruti  | Italien                 | 20,5 s WRe/OR                | 20,65 s                        |
| 2     | Ray Norton     | USA                     | 20,7 s                       | 20,81 s                        |
| 3     | Stone Johnson  | USA                     | 20,8 s                       | 20,93 s                        |
| 4     | Peter Radford  | Großbritannien          | 20,9 s                       | 21,04 s                        |
| 5     | Dennis Johnson | Westindische Föderation | 21,0 s                       | 21,16 s                        |
| 6     | Paul Genevay   | Frankreich              | 21,0 s                       | 21,17 s                        |

## Finale
Datum: 3. September 1960, 18:00 Uhr

Wind: ±0,0 m/s
| Platz | Name           | Nation     | Offizielle Zeit handgestoppt | Inoffizielle Zeit elektronisch |
| ----- | -------------- | ---------- | ---------------------------- | ------------------------------ |
| 1     | Livio Berruti  | Italien    | 20,5 s WRe/ORe               | 20,62 s                        |
| 2     | Lester Carney  | USA        | 20,6 s                       | 20,69 s                        |
| 3     | Abdoulaye Seye | Frankreich | 20,7 s                       | 20,83 s                        |
| 4     | Marian Foik    | Polen      | 20,8 s                       | 20,90 s                        |
| 5     | Stone Johnson  | USA        | 20,8 s                       | 20,93 s                        |
| 6     | Ray Norton     | USA        | 20,9 s                       | 21,09 s                        |

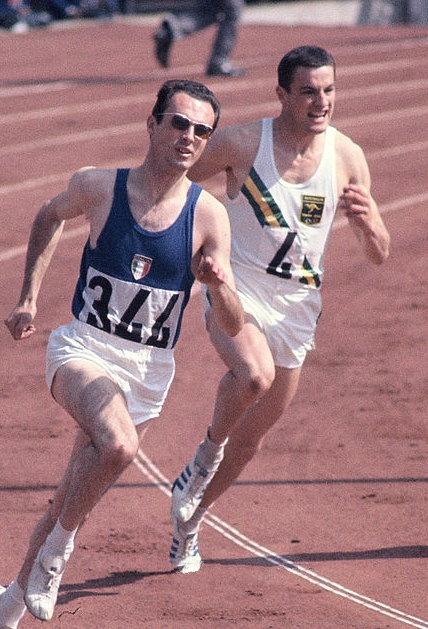
Olympiasieger Livio Berruti
(links, im Jahr 1964) egalisierte zweimal den Weltrekord

Als Favoriten starteten der US-Amerikaner Ray Norton, US-Meister von 1959/1960 und Sieger bei den Panamerikanischen Spielen 1959, sowie der Lokalmatador Livio Berruti, der Norton schon in der Saison zuvor einmal geschlagen hatte.
Berruti hatte bereits im Halbfinale den Weltrekord eingestellt und kam im Finale als Führender aus der Kurve. Norton lag aussichtsreich auf Position zwei. Aber wie schon über 100 Meter zeigte der US-Amerikaner sich auch in diesem Rennen außer Form und fiel zurück bis auf Rang sechs. Berruti dagegen stellte seinen Weltrekord aus der Vorentscheidung ein und gewann vor heimischem Publikum die einzige Goldmedaille Italiens in der Leichtathletik. Außenseiter Lester Carney rettete als Zweiter eine Medaille für die in Rom gebeutelten US-Sprinter. Bronze gewann der Franzose Abdoulaye Seye vor den zeitgleichen Marian Foik aus Polen und Stone Johnson, USA.
Livio Berruti errang den ersten italienischen Olympiasieg über 200 Meter.

Abdoulaye Seye gewann die erste französische Medaille in dieser Disziplin.

## Video
- 1960 Livio Berruti 200m batteria,Semifinale e finale Roma Olympics, youtube.com, abgerufen am 10. Oktober 2017